# Ptychocylididae
Famille
Synonymes
- Ptychocyclidae
- Ptychacyclididae
- Ptychocylidae

Les Ptychocylididae sont une famille de Ciliés de la classe des Oligotrichea et de l’ordre des Tintinnida .

## Étymologie
Le nom de la famille vient du genre type Ptychocylis, composé du préfixe  ptych- (du grec πτύξ / ptýx, « pli »), et du suffixe ‑cylis (du grec κυλισ / kylis ), « roulé, cylindrique ». 

## Description
Les Ptychocylididae ont taille petite (< 80 µm) à grande (> 200 µm). Ils vivent dans une lorique conique ou en forme de calice avec plusieurs renflements annulaires et un pédicelle pointu ou émoussé ; le bord oral de la lorique est souvent denticulé, sans collier ; la paroi de la lorique est apparemment trilaminée, alvéolaire dans sa section médiane. Leur paralorique est coxlielliforme. Leur épilorique, si elle est présente, peut être spiralée.

## Habitat
Les Ptychocylididae vivent en milieu marin ; ils sont principalement eupélagique (c'est-à-dire essentiellement pélagiques).

## Liste des genres
Selon GBIF (5 novembre 2024) :
- Favella Jörgensen, 1924
- Favella Kofoid & Campbell
- Fazorica
- Protocymatocylis Kofoid & Campbell, 1929
- Ptychocylis Brandt, 1896 genre type
  - Espèce type : Ptychocylis urnula (Claparède & Lachmann, 1858) Brandt, 1896

Selon Lynn (2010) :
- Cymatocylis Laackmann, 1910
- Favella Jörgensen, 1924
- Protocymatocylis Kofoid & Campbell, 1929
- Ptychocylis Brandt, 1896
- Wailesia Kofoid & Campbell, 1939

## Systématique
Le nom valide de ce taxon est Ptychocylididae Kofoid & Campbell, 1929.